# آپولو کورزینوسکی
آپولو کورزینوسکی (انگلیسی: Apollo Korzeniowski؛ ۲۱ فوریهٔ ۱۸۲۰ – ۲۳ مهٔ ۱۸۶۹) یک زبان‌شناس، شاعر، نویسنده، و نمایش‌نامه‌نویس اهل لهستان بود.